# Metalimnobia (Metalimnobia) californica decreta
Metalimnobia (Metalimnobia) californica decreta is een ondersoort van de tweevleugelige Metalimnobia (Metalimnobia) californica uit de familie steltmuggen (Limoniidae). De ondersoort komt voor in het Nearctisch gebied.